# Courson-les-Carrières
Courson-les-Carrières é uma comuna francesa na região administrativa de Borgonha-Franco-Condado, no departamento de Yonne. Estende-se por uma área de 34,1 km². Em 2010 a comuna tinha 960 habitantes (densidade: 28,2 hab./km²).